# Roman Kaličiak
Roman Kaličiak (* 10. června 1968) je bývalý slovenský fotbalista, obránce.

## Fotbalová kariéra
V československé lize hrál za Dukla Banská Bystrica. Nastoupil v 5 ligových utkáních. Ve slovenské lize hrál za FC Rimavská Sobota nastoupil v 59 ligových utkáních a dal 1 gól.

## Ligová bilance
| Ročník                                   | Zápasy | Góly | Klub                      |
| ---------------------------------------- | ------ | ---- | ------------------------- |
| 1. československá fotbalová liga 1986/87 | 5      | 0    | Dukla Banská Bystrica     |
| Mars superliga 1996/97                   | 28     | 1    | FC Rimavská Sobota        |
| Mars superliga 1997/98                   | 19     | 0    | FC Rimavská Sobota        |
| Mars superliga 1998/99                   | 12     | 0    | FC Tauris Rimavská Sobota |
| CELKEM                                   | 64     | 1    |                           |